# Астровитянка
«Астровитя́нка» — научно-фантастическая трилогия Н. Горькавого, а также название первого романа серии.
Трилогия написана в жанре твёрдой научной фантастики, ориентирована главным образом на подростковую аудиторию и задумана автором как произведение в «жюль-верновском» образовательном жанре, в котором, помимо динамичного сюжета, имеются сделанные на хорошем популярном уровне описания современных научных идей, концепций, гипотез. По замыслу автора, книга призвана возродить сильно приниженный к началу XXI века образ науки и учёных и что-то противопоставить анти-интеллектуальным установкам, господствующим в современной массовой культуре.

## Книги трилогии[3]
1. Ник Горькавый. Астровитянка. — 2008. — ISBN 9785170520428.
2. Ник Горькавый. Теория катастрофы. — 2009. — ISBN 9785170596621.
3. Ник Горькавый. Возвращение Астровитянки. — АСТ, 2010. — С. 476. — 6000 экз. — ISBN 9785170675869, 9785421510512. (ранее предполагалось название «Полёт за сингулярность»)

## Награды и премии
Первая книга серии («Девочка с хрустальными волосами» — авторское название «Астровитянки») в 2009 году получила премию «Странник» (номинация «Образ будущего»). В 2010 году трилогия получила премию «Бегущая по волнам» за лучший женский образ в фантастическом произведении.
Первая книга также входила в номинационные списки некоторых других литературных премий:
- список финалистов первого сезона национальной детской литературной премии «Заветная мечта»[6] (номинация «за лучшее произведение в жанре научной фантастики или фэнтэзи»);
- номинационный список из 14 дебютных фантастических книг на премию конвента фантастов Интерпресскон-2009[7];
- шорт-лист конкурса Харьковского международного фестиваля фантастики «Звёздный мост-2008»[8] (номинация «дебютные книги»);
- шорт-лист премии «„Бронзовый Икар“ — За настоящую научную фантастику» Третьего открытого крымского фестиваля фантастики «Созвездие Аю-Даг»[9] (номинация «лучшее художественное НФ-произведение»).

## Описание мира
Действие начинается в 2252 году. Кроме Земли, уже освоены Луна, Марс и спутники Юпитера, Сатурна, Урана. Некоторые люди живут на астероидах, спутниках и космических станциях. Межзвёздных полётов нет, хотя исследования в этом направлении ведутся. Инопланетян нет, однако, в событиях третьей книги упоминается разбитое инопланетное судно.

### Правление
Существующие на Земле государства, кроме основных, не указаны. Предполагается что они являются сходными с существующими. Луна является республикой. Следует уточнить что у ООН появилось больше реальной власти. Однако, большее влияние на общественную жизнь имеют не государства, а крупные корпорации. Ими правят те, чьё состояние превышает 100 миллиардов золотых долларов. Эти люди называются королями и королевами, а их дети — принцами и принцессами, родственники — графами, графинями, герцогами, герцогинями и т.д. . Основная часть состояния обычно завещается одному из детей (чаще всего старшему), который в результате сам становится королём или королевой. Цепочка королей и королев, последовательно передающих власть от родителей к детям, называется династией. Самостоятельно заработавший 100 миллиардов золотых долларов называется основателем династии.
Династии объединяются в две группы — Северные и Южные, борющиеся за деньги и власть и соперничающие как между собой, так и внутри себя. Глав групп называют императорами. Также существуют нейтральные династии.

### Образование
Школы делятся на государственные и частные. Уровень и доступность образования между этими двумя типами школ сильно различается. Обучение в частных школах очень дорогое. В государственных школах уровень обучения гораздо ниже. Выпускники таких школ, как правило, не могут найти высокооплачиваемую работу и вынуждены в дальнейшем отдавать и своих детей в такие школы.
В «Астровитянке», во время обсуждения школьной системы для бедных, одна сокурсница Джерри и Никки объясняет положение бедняков так:

Формально им преподают те же предметы, что и нам, хотя и на совершенно другом уровне. Но из этого они мало что извлекают. Поэтому реальная основная задача подобных школ — социально адаптировать этих шалопаев, а вовсе не научить их высшей математике.
— Социально адаптировать? — нахмурилась Никки.
— Это означает, что выпускники должны без проблем вписаться в общество — послушно работать на низкооплачиваемой работе и не нарушать закон, — сказал саркастически Смит."
— Марина Блэкуолл, Орден Сов
Таким образом, население делится на два класса по уровню образования.

#### Детские приюты
Подавляющее большинство детей в приютах генетически неполноценны, и система образования направлена на воспитание законопослушности и обучение простейшим трудовым навыкам. Шансы найти приёмных родителей у генетически неполноценных детей ничтожны. Почти все дети получают психотропные препараты, которые воспитывают социолояльность и трудолюбие, но, по мнению многих врачей, отрицательно влияют на высшие человеческие эмоции и на творческий потенциал мозга.

#### Школа Эйнштейна
Школа Эйнштейна (Лунный Колледж или Школа Лунного Вепря) является самым престижным и хорошо охраняемым частным колледжем и находится на Луне. Принимает 14-летних подростков. Срок обучения 5 лет. Выпускники имеют право поступить в любое высшее учебное заведение без экзаменов. Набор — 100 учеников в год. Конкурс — свыше 1000 человек на место. Вступительный экзамен длится несколько часов и состоит из около 200 вопросов по 9 разным предметам. Ответы оцениваются компьютером; большое число баллов даётся за глубокий анализ задачи, гораздо меньше — за простой, хотя и правильный ответ. Экзамен может сдаваться как в самой школе (около 10000 учеников), так и дистанционно, через специальный арендованный компьютер фирмы «Эйнштейн Электроникс». Экзамены показываются и комментируются по тивизору. Ученики, не набравшие проходной балл, но показавшие высокий результат, имеют право поступить во многие другие престижные школы и колледжи.
Плата за обучение — 1,5 миллиона золотых долларов в год. Многие ученики — принцы и принцессы, поскольку они могут оплатить обучение, а родители в состоянии нанять им дорогостоящих репетиторов. С другой стороны, среди учеников много и представителей среднего класса. Банки охотно дают кредит на обучение в школе Эйнштейна, но возвращать этот кредит иногда приходится всю жизнь.
В некоторых отношениях школа стилизована под Хогвартс, и творчество Дж. К. Роулинг в школе очень ценят. Так, в школе есть 4 «ордена», в которые компьютер распределяет учеников в зависимости от их склада характера, анализируя поведение на экзаменах. Решение компьютера сообщается через распределяющую Шляпу:

…наша школа основана первыми поселенцами на Луне, среди которых было много поклонников саги о Гарри Поттере. Стиль жизни в нашей школе во многом повторяет Волшебную Школу Хогвартс. Все наши ученики при поступлении распределяются по складу характера на четыре ордена: Орден Сов, Орден Оленей, Орден Леопардов и Орден Драконов. Поэтому нашу школу неофициально даже называют Школой Лунного Вепря или Лунным Хогвартсом, а имя Джоан Роулинг традиционно пользуется в нашей школе глубочайшим почтением.

…

В Орден Сов зачисляются те, у которых интеллектуальная сторона личности доминирует. Очень много учёных дал нам Орден Сов! — с гордостью поднял седой нимб директор Милич. — Я сам там учился много лет назад. В Орден Оленей попадают студенты с такими главными чертами характера, как трудолюбие и миролюбие. Из Ордена Оленей вышли известные медики, учителя и деятели Зелёного Движения. Орден Леопардов создан для подростков с… э-э… боевым складом характера. В этом Ордене учились знаменитые капитаны космических кораблей, спортсмены и военачальники. Орден Драконов — для властолюбивых людей, ориентированных на карьеру, и тех, кто имеет высокую самооценку и верит в свою исключительность. Почти все наши известные политики, — директор указал на золотую доску, — вышли из Ордена Драконов.

## Сюжет

### Астровитянка
Главная героиня книги, Николь Гринвич — «космический Маугли», после трагической гибели родителей осталась одна на небольшом астероиде (от слов «астероид» и «островитянка» и происходит название трилогии). В возрасте 13 лет её находят, и она возвращается в человеческий мир. Девочка обладает высокоразвитым интеллектом, независимостью и целеустремлённостью, а также некоторыми дополнительными способностями, вызванными тем, что её организм связан с компьютером класса A10 по имени Робби.
Нашедшим её космонавтам удаётся устроить её в больницу на курс реабилитации за счёт медицинской страховки, чтобы отдалить на некоторое время её попадание в детский дом. В больнице она знакомится с Джерри Уолкером, похожим на неё сиротой, чьи родители тоже были учёными. Там же на неё совершается первое неудачное покушение, которое вынуждает её решиться в пользу поступления в хорошо защищённую школу Эйнштейна.
После сложной подготовки к конкурсу и нахождении средств на первый год обучения ей и Джерри всё таки удаётся поступить в школу, где у них появляются новые друзья-сверстники — Хао Шон, победитель олимпиад по математике и Дзинтара Шихина, русская поэтесса и младшая дочь императора Северных династий. Появляются у неё и враги, например принц Дитбит, сын императора Южных. Между тем выясняется, что смерть её родителей была подстроена, и убийцы начинают охоту на саму Никки. Но их покушения оканчиваются ничем благодаря её находчивости и самоотверженности Джерри.
Сюжетно книга перекликается с многими фантастическими произведениями. На поверхности лежит сравнение с серией романов о Гарри Поттере Дж. Роулинг, однако важное различие состоит в том, что в школе Эйнштейна изучаются не вымышленные магические заклинания, а реальные законы астрономии, физики, химии, биологии и других наук. Критиками проводятся параллели и с другими фантастическими произведениями (например, повестью «Малыш» А. и Б. Стругацких, романами о Майлзе Форкосигане Л. Буджолд и т. д.).

### Теория катастрофы
Начался второй год обучения в школе Эйнштейна. Никки представляет на конференции Спейс Сервис свой доклад об Оберонских обсерваториях. Согласно её докладу обсерватории могут погибнуть, и Спейс Сервис потеряет около 5 триллионов долларов. Астровитянка получает страховку со спасения обсерваторий 270 миллиардов долларов и организовывает новую династию Гринвич. Никки организовывает Гринвич-центр, сеть Гринвич-клубов, покупает типографию и помогает уволенному журналисту Тимоти организовать независимый медиаканал. Одновременно её друг Джерри находит неопубликованные материалы своего отца по социомоделированию и открывает секрет предсказания будущего. Новый список 307 бифуркационных технологий возглавляют они с Никки. Попутно друзья находят убийцу родителей Джерри и Никки — как ни странно, это король Дитбит, возглавляющий Южные династии. На Дитбита начинается охота, но он сбегает.
Голосованием большинства принят закон о геносвободе. Этот закон может расколоть мир и только объединение Северных и династии Гринвич может спасти мир. Никки хорошо в кругу семьи Шихиных, возглавляющих Северные династии, но только брак со старшим братом Дзинтары Айваном объединит династии. На предложение Айвана выйти за него замуж Астровитянка отвечает «Да». Джерри, влюблённый в Никки, чуть не умер от этого известия и улетел на Землю, в пустующий родительский дом, но Никки находит его и объясняет, что брак был фиктивным.

### Возвращение Астровитянки
Никки продолжает совершенствовать Гринвич-Колледж, и вскоре вокруг него вырастает огромный лунный город Гринвич-Сити в горном районе бассейна Герцшпрунга. 
Тогда-то и появляется объявленный вне закона король Дитбит и направляет огромный космический крейсер на купола города, чтобы разрушить его и уничтожить всех его обитателей, в том числе взрослых Никки, Джерри и их неродившуюся к тому времени дочь Сюзанну, которая развивается в инкубаторе. Но Никки и в такой непростой ситуации не теряется и объявляет Дитбиту, что её компьютер, как только купола города окажутся пробиты, отправит в Интернет сообщение о награде в миллиард долларов тому, кто уничтожит принца Дитбита — сына короля. Король в последний момент отворачивает от куполов и во время манёвра разбивается.
Никки и Джерри строят новый справедливый мир, их дети Сюзанна и Майкл вырастают и сами обзаводятся семьями, а Дзинтара Шихина становится президентом мира и раскрывает секрет бессмертия. Теперь почти каждый человек может стать бессмертным, однако мозг Никки не поддаётся процедуре бессмертия, поэтому в конце книги Никки и Джерри, прожив долго и счастливо, умирают в один день и межзвездный фрегат "Инфинити", построенный по проекту сына Никки и Джерри Майкла Гринвича, уносит их тела к звездам.

## Научность и достоверность фактов
Автор весьма тщательно подходит к подбору научных фактов, приводимых в книгах, а также физической достоверности событий. В своем блоге он, отвечая на вопросы читателей, приводит расчеты и обоснования многих моментов в «Астровитянке».
Каждый научный факт в трилогии «Астровитянка» тщательно отобран и подан максимально точно – насколько это было в авторских силах. Авторская научная квалификация включает образование физика-теоретика, докторскую степень физико-математических наук и четверть века научной работы в разных академиях наук и других научных учреждениях. Популяризаторский опыт основан на тысячах публичных лекций и соавторстве в двух детских астрономических энциклопедиях Ник Горькавый

## Критика трилогии
Романы вызвали неоднозначную реакцию аудитории. Бо́льшая часть читателей положительно восприняли установку на «интеллектуальную фантастику для юношества», дефицит который наблюдается в современной российской литературе. С другой стороны, некоторые критики упрекают автора, в частности, в литературной примитивности текста и его перегруженности научными рассуждениями. У некоторых читателей имеются также претензии к логической непротиворечивости сюжета, а также точности изложения некоторых научных идей.
Автор признал, что в первоначальном варианте текста необходимо исправить некоторые неточности, отмеченные читателями. Что было сделано при переиздании.

## Распространение электронных версий трилогии
Н. Горькавый приветствует бесплатное распространение текстов книг серии, а также отмечает заметный положительный эффект от него на рост продаж бумажных книг. В своем блоге писатель неоднократно позитивно отзывался о пиратской библиотеке Либрусек, бесплатно распространяющей тексты его книг.
В моем случае, интернет-распространение очень положительно сказалось на бумажных продажах — насколько я мог судить по росту рейтинга книги в интернет-магазинах.
Позднее автор более подробно озвучил свою позицию по вопросам распространения своих книг:
Я всячески за рост бумажных продаж, ведь я получаю процент от каждой проданной книги, и любые допечатки тиража приносят мне определённый доход, совсем не лишний. Моя позиция в вопросе электронного распространения определяется не только тем, что это, судя по всему, полезно для бумажных продаж. Предположим, что это вредно для них. И тогда передо мной выбор - бороться против бесплатных библиотек и, в идеале, тем самым увеличивать свой гонорар, но одновременно резко сокращать число читателей, включая подростков, прочитавших мою книгу. И это неприемлемая для меня цена денег.
Текст второй книги серии («Теория катастрофы») распространяется бесплатно. Автор также ведёт с издательствами переговоры о возвращении ему прав на первый роман трилогии («Астровитянка»), распространение цифровой версии которой после этого также станет официально бесплатным.